# Conquest
 Conquest és una pel·lícula estatunidenca de Clarence Brown amb Greta Garbo, estrenada el 1937, rodada al Castell de Finckenstein a la Prussia Occidental, al mateix lloc dels amors de Napoleó i de la Comtessa Walewska.

## Argument
Després d'una breu trobada informal dos mesos abans de quedar enamorats l'un de l'altre, la Comtessa Marie Walewska (Greta Garbo) coneix formalment Napoleó Bonaparte (Charles Boyer) en un ball a Varsòvia perquè pari el repartiment dels territoris entre russos, prussians i austríacs. Quan Napoleó s'adona que el seu marit, el comte Walewski (Henri Stephenson), té tres vegades la seva edat, i mentre queda atrapat amb els seus encants, en va intenta seduir-la. Ella ignora les seves cartes freqüents i flors fins que uns sinistres líders polonesos dirigits pel senador Malachowski (George Zucco) instar-la a cedir als seus desitjos com a sacrifici personal per salvar Polònia. Se'n va amb ell malgrat la humiliació del seu marit, que va a Roma per anul·lar el seu matrimoni. Són extremadament feliços un temps; Napoleó es divorcia de l'emperatriu Josefina sense fills i Marie finalment queda embarassada. Ella està a punt d'explicar-li-ho a Napoleó quan aquest li diu que ha decidit casar-se amb l'archiduquesa Marie Louise d'Àustria. Li explica que serà un matrimoni polític per assegurar que el seu futur fill podria governar portant sang dels Habsburg. No afectarà la seva relació, diu, però Marie Walewska marxa per tenir sola la seva criatura sense dir-li a Napoleó que està esperant un fill.

## Repartiment
- Greta Garbo: Marie Walewska
- Charles Boyer: Napoleó Bonaparte
- Reginald Owen: Talleyrand
- Alan Marshal: el capità d'Ornano
- Henry Stephenson: el comte Walewski
- Leif Erickson: tinent Paul Lecszinski
- Dame May Whitty: Laetitia Bonaparte
- Maria Uspénskaia: la comtessa Pelagia Walewska
- C. Henry Gordon: el príncep Poniatowski
- Claude Gillingwater: Stéphane
- Vladimir Sokoloff: el soldat moribund

I, entre els actors que no surten als crèdits:
- Noble Johnson: Roustan
- Robert Warwick: Capità Laroux
- Henry Kolker: Senador Wybitcki
- George Zucco: Senador Malakowksi

## Premis i nominacions

### Nominacions
- 1938: Oscar al millor actor per Charles Boyer
- 1938: Oscar a la millor direcció artística per Cedric Gibbons i William A. Horning